# Bračevci
Bračevci – wieś w Chorwacji, w żupanii osijecko-barańskiej, w gminie Drenje. W 2011 roku liczyła 209 mieszkańców.